# Mehdi Benaldjia
Mehdi Benaldjia (sinh ngày 14 tháng 5 năm 1991 ở Algiers) là một cầu thủ bóng đá người Algérie. Anh hiện tại thi đấu cho CR Belouizdad ở Giải bóng đá hạng nhất quốc gia Algérie, cho mượn từ USM Alger.

## Cá nhân
Benaldjia là em trai của cầu thủ bóng đá Mohamed Billel Benaldjia.

## Sự nghiệp quốc tế
Ngày 16 tháng 11 năm 2011, anh được lựa chọn vào đội hình của Algérie tham dự Giải vô địch bóng đá U-23 châu Phi 2011 ở Maroc.